# Reálná přítomnost

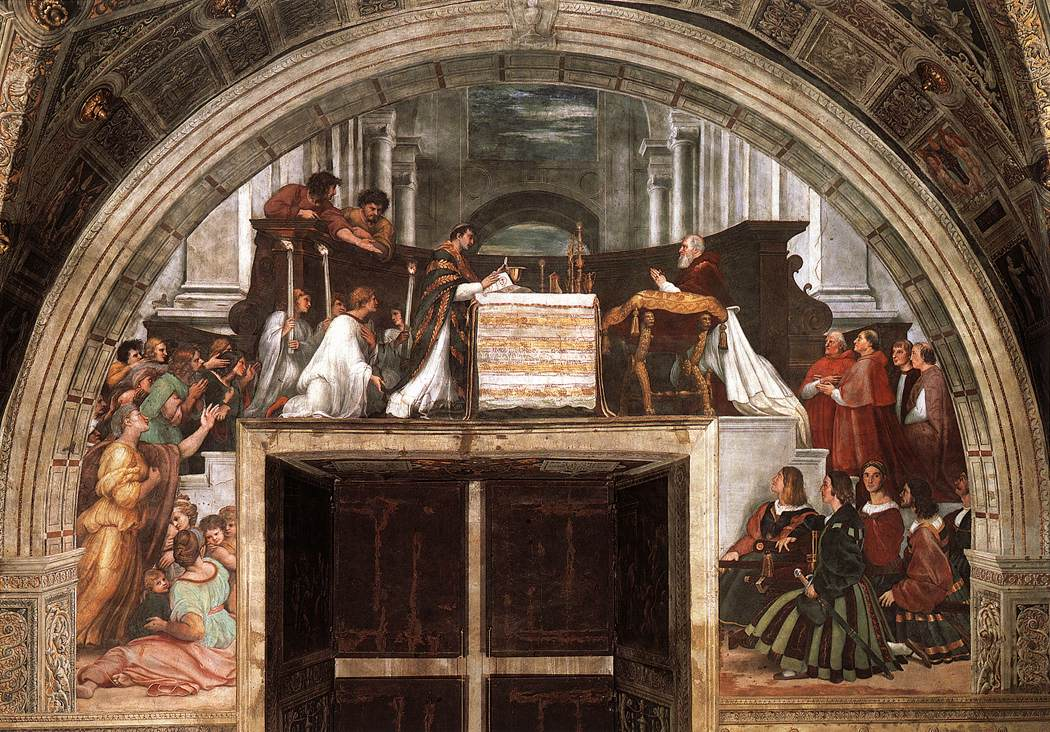
Mše v Bolseně, při které se udál eucharistický zázrak. Hostie v rukou kněze Petra z Prahy začala během přepodstatnění krvácet (Raffael Santi, 1512)

Reálná přítomnost je nauka, kterou učí mnohé křesťanské tradice a která se vyjadřuje o tom, že podle křesťanské víry je Ježíš Kristus skutečně přítomen pod způsobami chleba a vína při slavení eucharistie.

## Vysvětlení pojmu
Reálná přítomnost znamená, že ve způsobách chleba a vína je Ježíš Kristus skutečně přítomen se svým tělem a krví a že ti, kteří mají účast na svatém přijímání, dostávají tělesnou účast na Kristově těle a jeho krvi.

## Dějiny pojmu

### Doba církevních otců
První náznaky představ o reálné přítomnosti nalezneme v listech sv. Ignáce z Antiochie († asi 107), který zastává tuto pozici na základě 6. kapitoly Janova evangelia proti gnostikům a dokétistům.
Sv. Augustin toto chápání reálné přítomnosti prohlubuje a popisuje svátost jako „signum, figura, similitudo“, tedy „znamení či podobu“ skutečnosti Krista.

### Středověk
Papež Urban IV. zavedl Slavnost Těla a Krve Páně.
V 9. století dochází ke sporu o povahu eucharistie mezi Paschasiem Radbertem a Ratrammem, v níž se vyostřil spor mezi symbolickým a realistickým chápáním eucharistie. Tato napětí se stupňují ve sporech 11. století, kdy Berengarius z Tours zastává čistě duchovní přítomnost Krista v eucharistii. Lateránská synoda roku 1059 toto pojetí zavrhla a namísto toho potvrdila reálnou přítomnost Krista v eucharistii. Z tohoto sporu s Berengarem se vyvinulo pozdější pojetí skutečné přítomnosti.

### Od reformace po současnost

#### Zastánci
Během protestantské reformace se stala otázka chápání večeře Páně znovu aktuální. Učení o reálné přítomnosti zastával Martin Luther proti Ulrichu Zwinglimu, který chápal přítomnost Krista pod způsobami chleba a vína čistě symbolicky. Jean Calvin zastával v tomto sporu kompromisní stanovisko. Lutherské církve tak dodnes zastávají učení o reálné přítomnosti spolu s katolickou církví, pravoslavím, starokatolickou a anglikánskou církví. Přes shodu o realitě Kristovy přítomnosti však jednotlivé církve tuto přítomnost vykládají různým způsobem:
přepodstatnění(transsubstanciace) je výklad, který zastává především římskokatolická církev - podstata chleba a vína se mění na podstatu těla a krve Krista, zůstávají pouhé případky (akcidenty). Pravoslavné církve užívají výraz přepodstatnění od 17. století, aniž by jím blíže popisovaly mechanismus, jímž se chléb a víno stávají tělem Kristovým.
svátostné sjednocení(svátostná unie, unio sacramentalis) učení, které zastávají zejména lutherské církve. Tělo a krev Krista jsou s chlebem a vínem sjednoceny, aniž by se jedno v podstatě měnilo v druhé.

#### Odpůrci
Opačný názor, totiž že přítomnost Krista v přijímání je pouze symbolická, zastává většina baptistů a letniční církve.

#### Kompromisní stanovisko
Reformované církve zastávají ve svých vyznavačských textech stanovisko, že skrze působení Ducha svatého přijímají věřící ve svátosti celého Krista (tedy včetně jeho těla). Vzhledem k tomu, že jejich pozice vychází zejména z názorů východních církevních otců, podobá se tímto prostředkováním názoru východní orthodoxie. Tj. že věřící sice přijímají Krista ve svátosti; "mechanismus" tohoto přijímání je však v zásadě tajemstvím. Případná vysvětlení jsou pak již druhotná, formována zejména v polemice s luterstvím a římským katolicismem:
ascendenční teorieSrdce věřících v okamžiku přijímání vystupují do nebe, kde se účastní Krista, sedícího na pravici Otce.
radiační teorieJako se slunce nehne z nebe a přece je jeho světlo reálně přítomné na zemi, tak je Kristus reálně přítomen v okamžiku přijímání prostřednictvím Ducha svatého (Duch tělo převyšuje a tedy jej v reformovaném pojetí i automaticky zahrnuje).
Je sporné, zda se reformované pojetí ještě vejde do definice reálné přítomnosti, jak s ní operuje theologie pravoslavná, katolická a luterská. Přesto se reformovaní brání ztotožnění své nauky s pojetím čistě symbolickým. Je možné, že tradiční spor luteránů a reformovaných o tuto otázku je do velké míry způsobem rozdílným filosofickým aparátem, užívaným pro formování stanovisek.
V praxi není nezvyklý rozpor mezi vyznavačskými texty a názory laických věřících reformovaných církví, kteří nauku své církve mylně pokládají za čistě symbolickou.